# Infortunes d'un explorateur
Infortunes d'un explorateur (Le sfortune di un esploratore) è un film muto del 1900 diretto ed interpretato da Georges Méliès.

## Trama
Dell'unico frammento sopravvissuto si può solo vedere l'esploratore Méliès che si aggira in una stanza stile egiziano (probabilmente di una piramide) e che apre una porta a forma di sarcofago e vi entra.